# 2017 في سوريا

## الحكومة
- الرئيس: بشار الأسد
- رئيس الوزراء: عماد خميس

## الخط الزمني

### مارس
- 27 مارس – إسقاط طائرة مقاتلة إسرائيلية وإصابة أخرى بواسطة الدفاعات الجوية السورية بعد اختراق المجال الجوي السوري[بحاجة لمصدر]

### أبريل
- 4 أبريل – الهجوم الكيميائي على خان شيخون يؤدي إلى وفاة 100 شخص وإصابة 450 أخرين
- 7 أبريل – الهجوم الصاروخي الأمريكي على مطار الشعيرات العسكري مستهدفا القوات الجوية

## أبرز الوفيات
- 1 يناير – هيلاريون كابوتشي (94 سنة)، رجل دين مسيحي.
- 5 يناير – رفيق السبيعي (86 سنة)، ممثل وكاتب.
- 16 يناير – ممتاز البحرة (78 سنة)، فنان تشكيلي ورسام كاريكتور
- 15 مارس – رياض وردياني (70 سنة)، ممثل
- 25 مارس – أميرة حجو (67 سنة)، ممثلة
- 6 مايو – نجاح حفيظ (76 سنة)، ممثلة.
- 25 مايو – سهيل عرفة (82 سنة)، ملحن وموسيقار